# El vino de la fiesta de san Martín
El vino de la fiesta de san Martín es un cuadro de Pieter Brueghel el Viejo, conservado en el Museo Nacional del Prado en Madrid, España. 
Se trata de una pintura de grandes dimensiones (la de mayor tamaño que se conoce de mano de Brueghel) representando un festejo popular, uno de los temas predilectos de este autor. 

## Historia
A principios del siglo XVII el cuadro hubo de pertenecer a la familia Gonzaga, duques de Mantua. Luego pasó a los duques de Medinaceli tras ser adquirido por el IX Duque, probablemente durante su estancia como embajador en Roma entre 1687 y 1696, mencionándose en el inventario de sus bienes como una pintura de «Bruguel con la fiesta de san Martín y sus hijos», tasada en la elevada suma de 8 000 reales. La obra permaneció en poder de los duques de Medinaceli hasta 1956, cuando murió el XVII duque. 
En 1980 fue publicada por Matías Díaz Padrón -quien la conocía tan solo por una fotografía en blanco y negro- como obra de Pieter Brueghel el Joven, presentándola como la única versión completa de la obra de Brueghel el Viejo conocida anteriormente por una versión fragmentaria conservada en el Kunsthistorisches Museum de Viena, antiguamente creída original, y por un grabado encargado por Abraham Brueghel, bisnieto del pintor, quien atribuía la composición, presentada invertida en la estampa, a su abuelo Jan Brueghel de Velours.
Por mediación de la casa de subastas Sotheby's, en noviembre de 2009 llegó la obra al Museo del Prado para su estudio y posible compra, procedente de una colección particular y con atribución a Brueghel el Viejo. La autoría resultó confirmada con un minucioso examen de su técnica pictórica y materiales, y quedó definitivamente corroborada al aparecer la firma del pintor durante los trabajos de limpieza. El 23 de septiembre de 2010 el Real Patronato del Museo del Prado aprobó la adquisición de la obra, completada poco después con la colaboración del Ministerio de Cultura.
Se une así en las colecciones del Museo a El triunfo de la Muerte, único cuadro de Brueghel el Viejo que hasta entonces constaba que existiese en España.

## Análisis de la obra
El cuadro es una sarga pintada al temple, siendo sus dimensiones 148 x 270 centímetros. Los especialistas lo han fechado en torno a 1565-1568, es decir, en la fase madura de la actividad del pintor. Se encuentra firmado y fechado en el ángulo inferior izquierdo, pero la última cifra de la fecha no es legible.

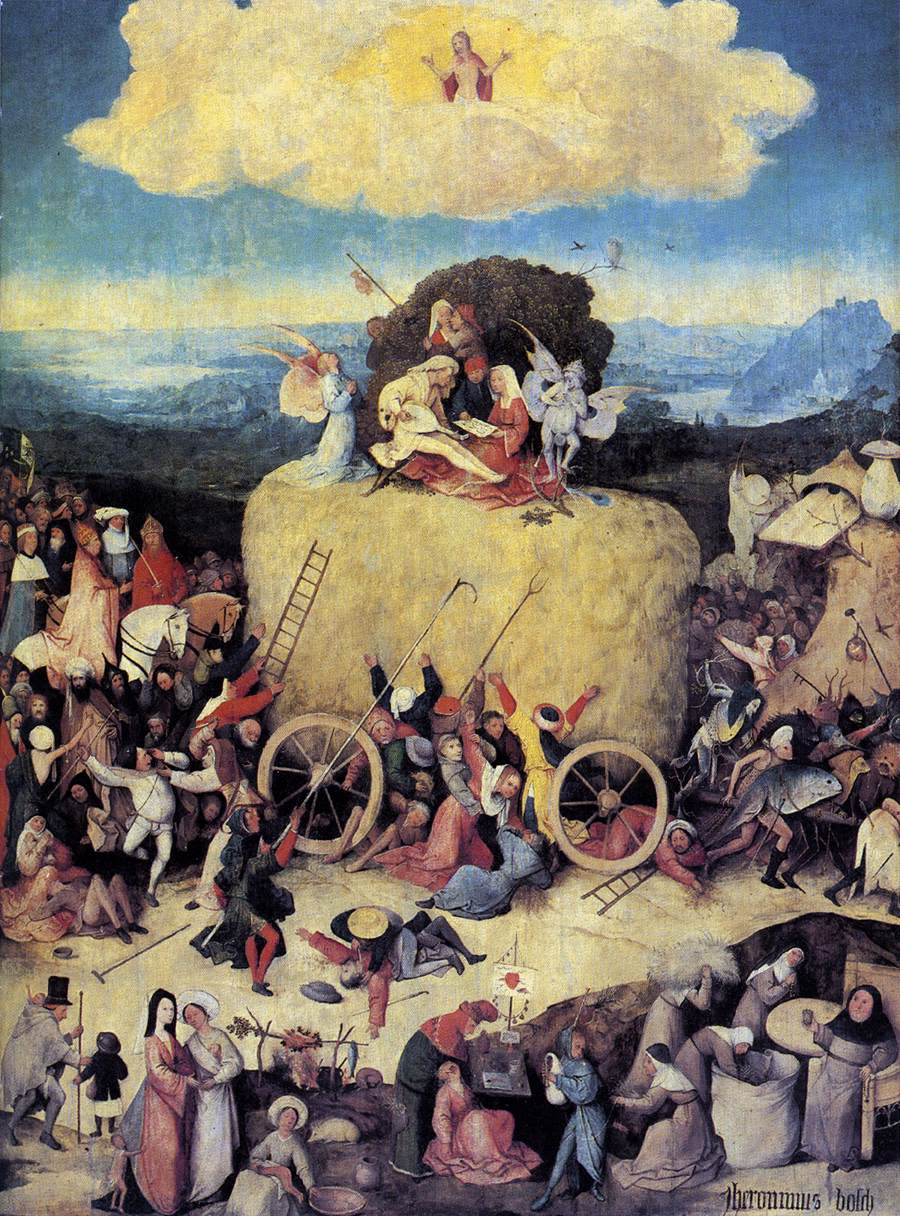
Hieronymus Bosch: El carro del heno, panel central. Museo del Prado, Madrid.

La composición es muy compleja. Una multitud de personajes se arremolinan en torno a un tonel pintado de rojo en el centro del cuadro, en las más variadas actitudes: hay mujeres, hombres, niños, ancianos, y todos se afanan por conseguir un poco del vino que brota del enorme recipiente. Algunos ya han conseguido su parte y beben ávidamente; otros corren con escudillas, jarras o sus propios sombreros a recoger el licor; no faltan peleas y discusiones, o las consecuencias de los excesos: así, a la izquierda del cuadro un hombre vomita mientras otro, totalmente ebrio, yace inconsciente en el suelo. Incluso varias madres con sus hijos se acercan a la fiesta y alguna de ellas ofrece vino a los pequeños. En el centro del cuadro un joven, posiblemente un seminarista con tonsura, aprovecha el bullicio para robar a una de ellas metiéndole mano en el bolsillo. 
A la derecha de la composición se representa a san Martín de Tours, elegantemente vestido a lomos de un caballo y rodeado por varios mendigos, entre ellos algunos lisiados, que suplican su auxilio. La escena narra uno de los episodios más conocidos de la historia del santo, cuando sirviendo en la guardia imperial romana partió su capa con un pobre al que encontró a las puertas de Amiens. San Martín se muestra con la espada desenvainada, aprestándose a realizar la acción caritativa, aunque Bruegel, tal como se encuentra también en grabados y tapices relacionados con El Bosco, presenta al santo rodeado de un grupo de menesterosos en lugar de uno solo. Este grupo, además, sirve de contrapunto a la acción principal, que describe los excesos con que se celebraba en el norte y centro de Europa la fiesta de San Martín (11 de noviembre), cuando se daba por concluida la cosecha y se brindaba con el vino nuevo.
Brueghel une en este cuadro varios de sus temas favoritos. Por un lado, las composiciones en las que intervienen muchas figuras descritas a vista de pájaro fueron una de sus especialidades (Los proverbios flamencos, El combate entre don Carnal y doña Cuaresma). Por otro, Brueghel tuvo una marcada preferencia por la descripción del ambiente popular de fiestas, celebraciones y costumbres tradicionales, a menudo con un punto irónico y sin excluir la censura en algunos casos, pero descritas casi siempre con simpatía y cercanía. 

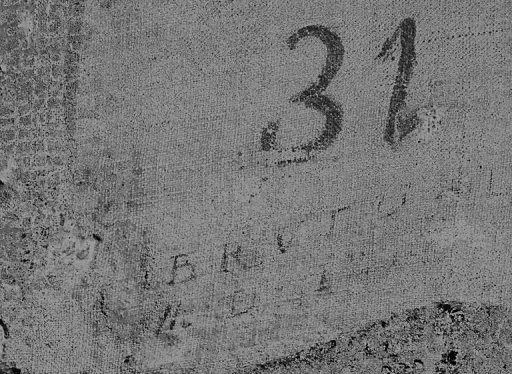
La firma de Brueghel y la fecha en números romanos "MDL [...]" en el ángulo inferior izquierdo de la obra, debajo del número 31 de un antiguo inventario. Tanto la firma como la fecha aparecen fragmentadas y desgastadas, debido al deterioro de la capa pictórica.

Hay que señalar, también, la visión desmitificadora o des-sacralizadora con que el pintor describe muchas de sus escenas mitológicas o religiosas, (La subida al Calvario, La caída de Ícaro), desplazando el tema principal al fondo o a un lugar secundario del cuadro y centrándose en escenas anecdóticas o aparentemente triviales. Así sucede aquí, ya que según los cánones de la época lo "correcto" hubiera sido colocar la figura de san Martín como protagonista de la pintura; sin embargo Brueghel prefiere centrarse en la celebración en torno al vino otorgando al santo un papel de comparsa.
Muchas escenas que se describen en otros cuadros del maestro reaparecen en esta obra. Así, el tema de los mendigos lisiados (protagonistas en un cuadro conservado en el Louvre) que se encuentran aquí en torno a la figura del santo, o la visión de una multitud de personas a punto de perder el control de sus acciones (presente en, por ejemplo, El triunfo de la Muerte). En toda la obra se aprecia la visión crítica de Brueghel a los excesos y la codicia. No es casualidad que la mayoría de personajes aparezcan de perfil, de espaldas o con los rostros apenas reconocibles en medio de la impersonal masa humana. La concepción entera de la obra, incluida la propia composición y su significado, deben mucho a la obra de El Bosco, y muy especialmente a cuadros como El carro del heno, conservado en el mismo Museo del Prado.
El estado de conservación de la obra -delicado por la propia técnica pictórica empleada- compromete un análisis en profundidad de otros aspectos. Así, el paisaje del fondo, otra de las especialidades de Brueghel, aparece algo difuso y sombrío, aunque se aprecian una cruz-humilladero, siluetas de árboles con escaso follaje, las murallas y puerta de acceso a una fortaleza o ciudad, y un poblado rústico con una iglesia. Sí destaca claramente la entonación grisácea y ocre que el autor quiso dar a la obra, similar a la de composiciones como La parábola de los ciegos del Museo de Capodimonte o El país de Jauja de la Alte Pinakothek de Múnich. Con este último cuadro coincide, además, en el hecho de describir el pecado de la gula y sus efectos nocivos sobre las personas.

### Restauración

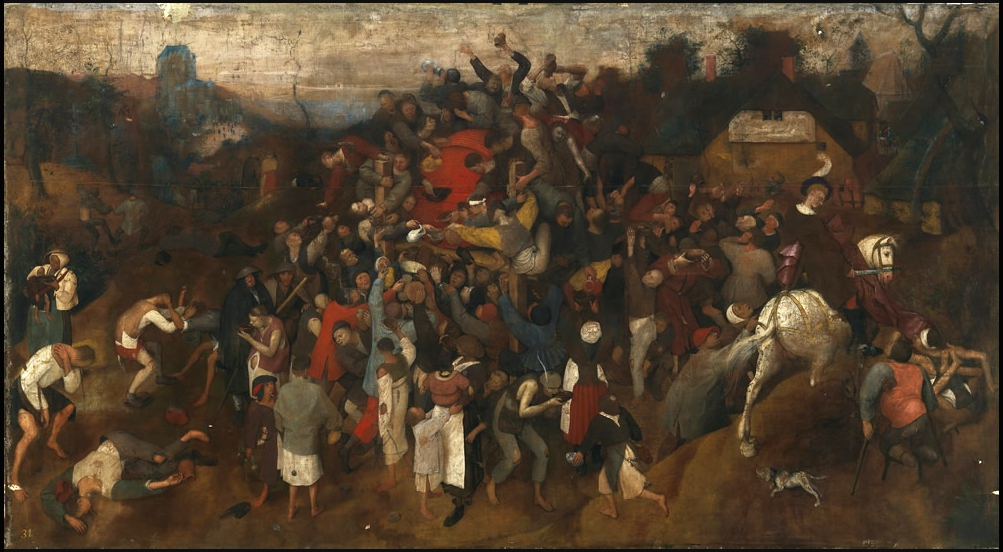
Imagen de la obra antes de ser restaurada.

El cuadro fue presentado al público, tras su adquisición por el Prado y una delicada restauración, en diciembre de 2011. 
A lo largo de un año fue sometido a un metódico trabajo de limpieza y consolidación, que incluyó la retirada de una capa de barniz sintético de poliéster, aplicada en los años 1980, y la eliminación de un lienzo o reentelado adherido en el reverso. Liberado de tal refuerzo, el tejido original fue corregido en múltiples embolsamientos y deformidades, y se le parchearon numerosos deterioros de pequeño tamaño. A fin de respetar en lo posible el aspecto originario de la obra, de una calidad mate como es habitual en las sargas, no se le aplicó el barniz habitual en los óleos sobre lienzo o tabla.